# Medal of Honor: Warfighter
Medal of Honor: Warfighter is de dertiende titel binnen de Medal of Honor-franchise. Het spel is ontwikkeld door Danger Close Games en uitgegeven door Electronic Arts op 25 oktober 2012 op de Microsoft Windows, PlayStation 3 en Xbox 360. De titel en uitgavedatum werden officieel bekendgemaakt op 23 februari 2012. en kwam uit in Noord Amerika op 23 oktober 2012, in Australië op 25 oktober 2012, in Europa op 26 oktober 2012 en in Japan op 15 november 2012.